# Asura flavagraphia
Asura flavagraphia là một loài bướm đêm thuộc phân họ Arctiinae, họ Erebidae.